# Шести крајишки партизански одред
Шести крајишки НОП одред био је јединица у саставу НОВЈ од маја до октобра 1942., када је ушао у састав 7. крајишке ударне бригаде НОВЈ.

## Увод

### Устанак у Босанској крајини
Устанак у Босанској крајини (на територији НДХ) почео је 27. јула 1941. и до краја августа устаници (већином локално српско становништво, делимично предвођено од локалних чланова КПЈ) су потисли снаге НДХ и ослободили велику територију, са средиштем у ослобођеном Дрвару (тзв. Дрварска република). Победа устаника натерала је власти НДХ да затраже помоћ Италије: ослањајући се на српске избеглице на својој територији и позивајући на мир, гарантујући безбедност и претећи народу репресалијама свуда где наиђу на отпор, италијанске трупе су 10. септембра прешле у наступање према ослобођеној територији. До половине октобра 1941., Италијани су, не наилазећи на отпор, заузели читаву јужну (италијанску) окупациону зону НДХ, продревши дуж друмова у Босански Петровац, Кључ, Сански Мост, Бихаћ, Босанску Крупу, Мркоњић Град, Јајце, Доњи Вакуф, Бугојно, Купрес, Прозор и низ других места, успостављајући свуда своје гарнизоне. То је довело до кризе устанка у Босанској крајини.
Напорима организација КПЈ и војних штабова одржало се језгро партизанских одреда око Дрвара, Босанског Петровца, у Подгрмечу, Јању, Пливи, Кључу и Ливну, док је устанак на Козари (у немачкој окупационој зони) и даље напредовао. Националистичке снаге обезбедиле су доминантан утицај око Босанског Грахова и Гламоча, где су формирани четнички одреди.

### Стварање партизанских одреда
На Саветовању у Столицама (код Крупња), 26. септембра 1941., у присуству делегата из БиХ, одлучено је да се приступи реорганизацији устаничких јединица у читавој земљи: формиран је Врховни штаб НОВЈ са Титом на челу, са потчињеним Главним штабовима у свим покрајинама Југославије; усвојен је заједнички назив "партизани" за све борце у читавој земљи, обавезна црвена петокрака и партизанска заклетва, а основне борбене јединице постали су партизански одреди (састављени од батаљона и чета) са јединственом командом у саставу: командант, политички комесар и њихови заменици.
Одлуке Саветовања у Столицама, које су стигле у Босанску крајину половином октобра 1941., спровођене су у знаку оштре политичке борбе између КПЈ и националиста за превласт у устаничким јединицама. Све јединице у Босанској крајини и средњој Босни обједињене су крајем октобра 1941. у три партизанска одреда: 1. крајишки НОП одред (7 чета) обухватао је крајеве између Уне и Сане, а на југу закључно са Босанским Граховом; 2. крајишки НОП одред (6 чета) крајеве између доњег тока Уне, Сане, Врбаса и линије Приједор-Бањалука; 3. крајишки НОП одред (5 батаљона и више самосталних чета) остали део Босанске крајине и средњу Босну.
У новембру, после саветовања у Главном штабу НОПО БиХ на Романији, којем су присуствовали и представници обласног руководства Босанске крајине, формиран је Оперативни штаб НОВ и ПОЈ за Босанску крајину. У јануару 1942. у три одреда Босанске крајине било је 17 батаљона. Упорна борба водила се против схватања да се остане при ранијим сеоским одредима, да борци буду код својих кућа, а да се скупљају само у случају потребе одбране свога села (ова ситуација сликовито је описана у роману Глуви барут, Бранка Ћопића). Свакодневна борба за увођење војничког живота и реда у устаничким јединицама, непрекидна офанзивна активност и постигнути војни успеси, поред политичке активности комуниста, имали су пресудан значај у изградњи војне организације. Комунисти су радили на објашњавању циљева НОБ, на стварању јединственог система нове народне власти, омладинских и организација жена; на јачању братства Срба, Хрвата и Муслимана и спречавању усташких и (касније) четничких покоља. Ради тога, одржане су крајем 1941. и почетком 1942. окружне и среске конференције КПЈ и војна саветовања на Козари, у Подгрмечу, Крњеуши и Скендер Вакуфу, као и многи зборови са војском и народом. У фебруару 1942. образовани су свуда срески и окружни комитети КПЈ.

### Јачање НОП
У међувремену је учвршћена комунистичка војна организација и елиминисан националистички (четнички) утицај у углу између река Уне и Сане и на Грмечу. Мање четничке групе биле су изоловане и потиснуте, углавном, на територију око италијанских гарнизона. У јануару 1942. партизанске јединице на том подручју почеле су нападе на италијанске трупе. После неколико напада на италијанске колоне, од којих је у Меденом Пољу код Босанског Петровца био најуспешнији, италијански гарнизони изоловани су и блокирани. Почетак борбе са Италијанима означио је коначан прелом устанка у том делу Босанске крајине у корист НОП.
У фебруару 1942. због прилива нових снага формирани су 4. (на подручју Мањаче и средње Босне) и 5. крајишки НОП одред (на простору јужно од Грмеч планине). Почетком марта 1942. партизанске снаге у Босанској крајини и средњој Босни биле су наоружане са 6.500 пушака, 163 пушкомитраљеза, 41 митраљезом, 5 минобацача и 5 топова. Партизани су тада држали простране слободне територије између Уне и Сане, на Козари, око Јајца и у средњој Босни. У марту је од дела бораца 1. и 5. крајишког НОПО формиран Ударни батаљон и упућен на територију 4. крајишког НОПО ради борбе против четника.

## Формирање
Шести крајишки НОП одред формиран је 1. маја 1942. од Мањачке партизанске чете и новомобилисаних бораца, уз помоћ Ударног батаљона 1. и 5. крајишког НОП одреда.

## Ратни пут одреда

### Прво формирање
Дејствовао је у почетку на територији између река Сане, Гомјенице, Врбаса, Пливе, а после обнове и на остатку среза Кључ. У свом саставу имао је 1 батаљон и 1 полубатаљон. Недовољно учвршћен, стално разједан четничком пропагандом, Одред се распао око 20. маја, убрзо после одласка Ударног батаљона са његове територије.

### Друго формирање
Поново је формиран 17. августа 1942. од Рибничког батаљона Соко из 3. крајишког НОПО, 2. батаљона Здравко Челар из 5. крајишког НОПО и батаљона Змијање. Тада је имао око 1.000 бораца.
Крајем августа и почетком септембра Одред учествује у борбама са немачким и домобранским снагама на правцу Бањалука-Ситница, а потом дејствује око Врхпоља, где обезбеђује омладинске радне бригаде и становништво на спасавању жетве. Крајем септембра и у првој половини октобра Одред је учествовао у борбама у долини горњег тока Сане и дуж комуникације Мркоњић Град-Бањалука (операција Јајце I) где је после дводневне одбране морао да напусти Кључ. У оквиру противудара снага Оперативног штаба за Босанску крајину учествује 7. октобра у ослобођењу Кључа заједно са 1. пролетерском бригадом.

### Формирање бригада
Од снага Одреда образована је 14. октобра Крајишка полубригада, која је у децембру ушла у састав 7. крајишке бригаде. Батаљон Здравко Челар после расформирања Одреда ушао је 22. октобра у састав 3. крајишке бригаде.